# You Can't Always Get What You Want
"You Can't Always Get What You Want" er en sang fra The Rolling Stones, som blev udgivet på deres album fra 1969 Let It Bleed. Den blev skrevet af Mick Jagger og Keith Richards, og den blev nummer 100 på Rolling Stone liste, fra 2004, over de 500 bedste sange . 
Sangen blev indspillet den 16. november og 17. november 1968. Den har som kor London Bach Choir, der stærkt starter sangen. Jimmy Miller, The Rolling Stones producer på det tidspunkt, spiller trommer på denne sang i stedet for Charlie Watts. Al Kooper spiller klaver, orgel og valdhorn mens Rocky Dijon spiller conga og maracas. Nanette Workman synger kor, men hun blev krediteret som "Nanette Newman".
Sangen blev meget populær i 1960erne. En fornyet udgave blev b-side til Honky Tonk Women. 
John Lennon er blevet citeret for at sige at The Rolling Stones prøvede at kopiere The Beatles popularitet med Hey Jude.

## Live
”You Can't Always Get What You Want” er meget populær til The Stones shows på grund af dens lette omkvæd, og bliver spillet på næsten alle koncerterne (hvor der er normalt at Jagger ændre teksten "my favourite flavour, cherry red" til spørgsmålet "What's your favourite flavour?" hvorefter publikummet svare "Cherry red" ). Live optræden findes på albummene Love You Live, Flashpoint, Live Licks, og The Rolling Stones Rock and Roll Circus (album).

### Fodnote
1. ↑  "The RS 500 Greatest Songs of All Time : Rolling Stone". Arkiveret fra originalen 22. juni 2008. Hentet 25. september 2007.
2. ↑  YouTube – ROLLING STONES Live, Belgrade – You Can't Always Get